# Dermografismo blanco

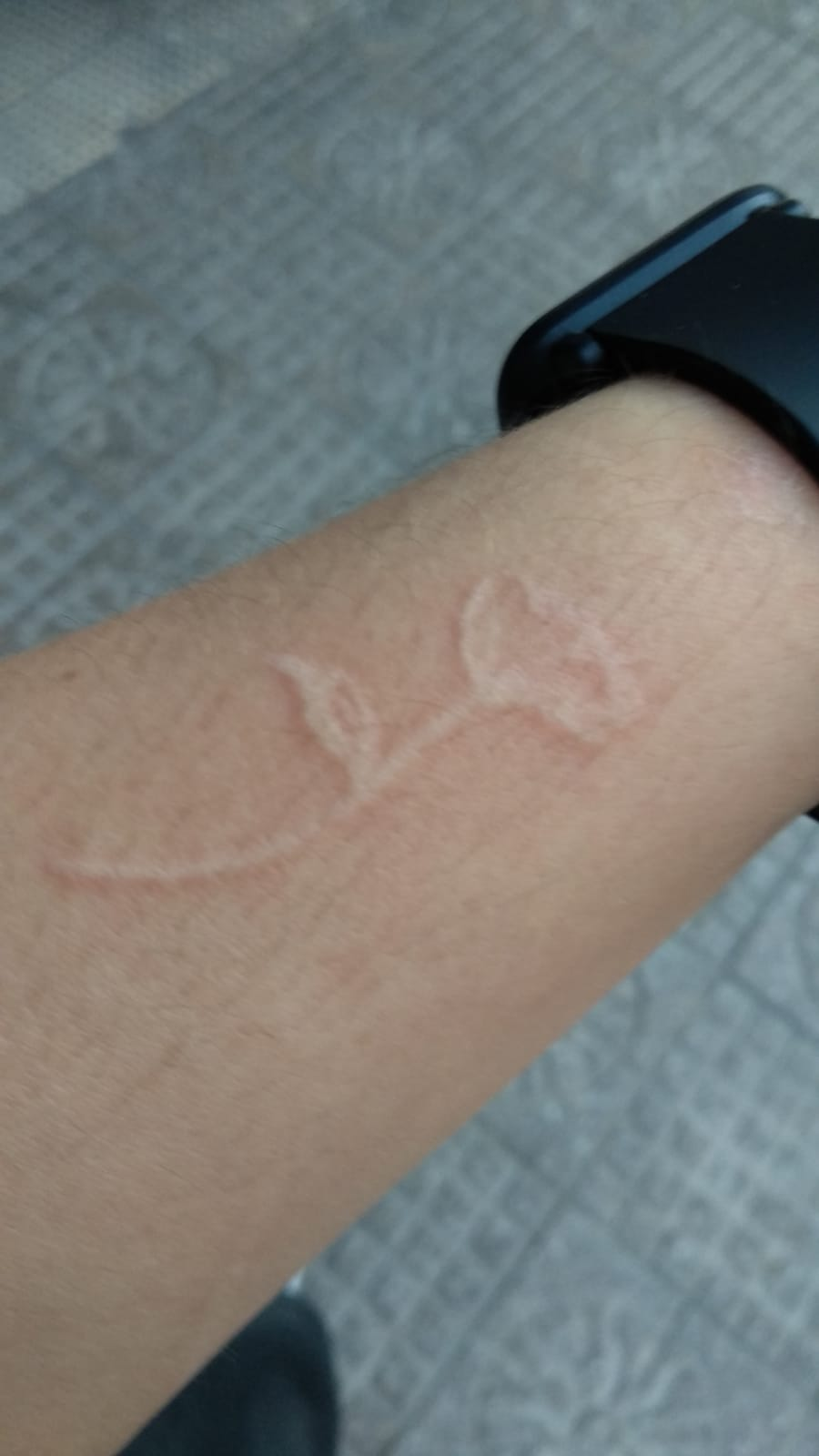
Dermografismo blanco

El “dermografismo blanco” es un trastorno de la piel caracterizada por lesiones cutáneas, en forma de líneas que no siguen a las  líneas de Blaschko. El dermografismo va acompañado habitualmente de picazón.
En el dermografismo la presión sobre la piel provoca vasoconstricción junto con picor e inflamación. Estos efectos suelen desaparecer pasados treinta minutos, sin dejar ningún tipo de secuela, marca o lesión.
Clínicamente el dermografismo puede aparecer a cualquier edad, siendo más común en los adultos jóvenes.

## Síntomas
Se estima que entre un 2-5% de la población sufre dermografismo, es decir, que tras un rascado su cuerpo libera más histamina, aunque en algunos pacientes también puede deberse a la presencia de anticuerpos en el suero.
Los signos y síntomas del dermografismo son los siguientes:Líneas rojas en relieve;Hinchazón;Picazón; Ronchas similares a la urticaria.

## Causas
Se desconocen las causas exactas del dermografismo, pero algunos autores han atribuido la aparición de este trastorno a una respuesta alérgica (aunque no se ha identificado un alérgeno concreto).
También se ha comprobado que el dermografismo puede aparecer por situaciones de estrés, cambios emocionales, alergia a algún agente externo como la penicilina, infecciones por escabiosis o la existencia de parásitos intestinales. 

## Prevenciones y tratamiento
El dermografismo no tiene una cura clara y suele desaparecer solo, pero existen medicamentos y medidas para disminuir las molestias.

### Prevención
Para prevenir los síntomas del dermografismo hay que: 
•Evitar irritar la piel, poniendo especial atención a los jabones y el material de la ropa. 
•No rascarse, puesto que podría agravar el cuadro.
•Mantener la piel hidratada, empleando lociones y cremas tras el baño.

### Tratamiento
Si es grave o  molesto existen algunos medicamentos como la difenhidramina, la fexofenadina o la cetirizina.